# Bytów
Bytów (all: Bütow ; cachoube : Bëtowò) est une ville de la voïvodie de Poméranie dans le nord de la Pologne. C'est la ville principale du powiat de Bytów et le siège administratif de la gmina de Bytów.

## Géographie

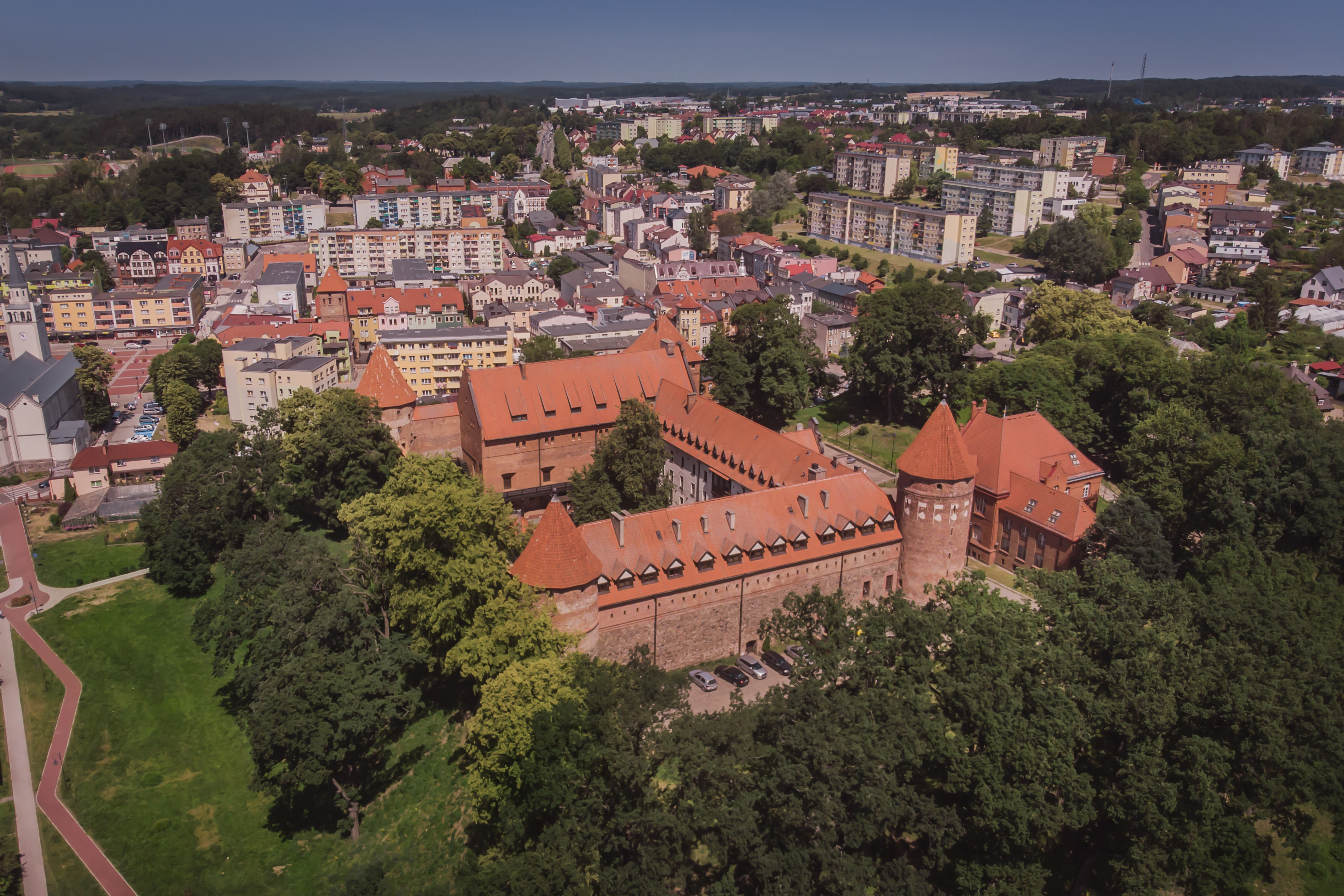
Vue sur le château et la ville.

La ville se situe dans la région historique de Poméranie ultérieure, proche de la frontière avec la Pomérélie (Poméranie orientale) à l'est. Immergé dans un paysage vallonné de forêts et de lacs, Bytów se trouve à environ 50 kilomètres au sud-est de Słupsk et à 50 kilomètres au sud-ouest de Lębork.

## Histoire
Une première colonie s'y établit à la fin du XIIIe siècle. Par un acte de 1321, le duc Warcisław IV de Poméranie fit don du domaine à son chancelier Henning Behr ; huit ans plus tard, les fils de ce dernier vendirent les terres à l'ordre Teutonique. Le 12 juillet 1346, le grand maître Heinrich Dusemer concéda à Bytów le privilège urbain sous forme du droit de Culm. Incorporée dans leur État monastique, la ville était la possession la plus occidentale des chevaliers Teutoniques en Pomérélie. De 1398 à 1405, le grand maître Konrad von Jungingen y fit construire le château de Bütow qui existe encore aujourd'hui.
Pendant la guerre du royaume de Pologne contre l'ordre Teutonique, après la défaite des chevaliers à la bataille de Grunwald en 1410, la forteresse a été occupée par les forces du roi Ladislas II Jagellon qui attribua la seigneurie à son allié Bogusław VIII de Poméranie. Temporairement restituée à l'État teutonique par la première paix de Thorn en 1411, elle est définitivement reprise par le duc Éric II de Poméranie en vertu de la seconde paix de Thorn en 1466 qui permit aux ducs de Poméranie de s'assurer la détention du gage des villes de Lębork (Lavenbourg) et Bytów. En 1526, ils ont acquis les deux pays en fief des mains du roi de Pologne.

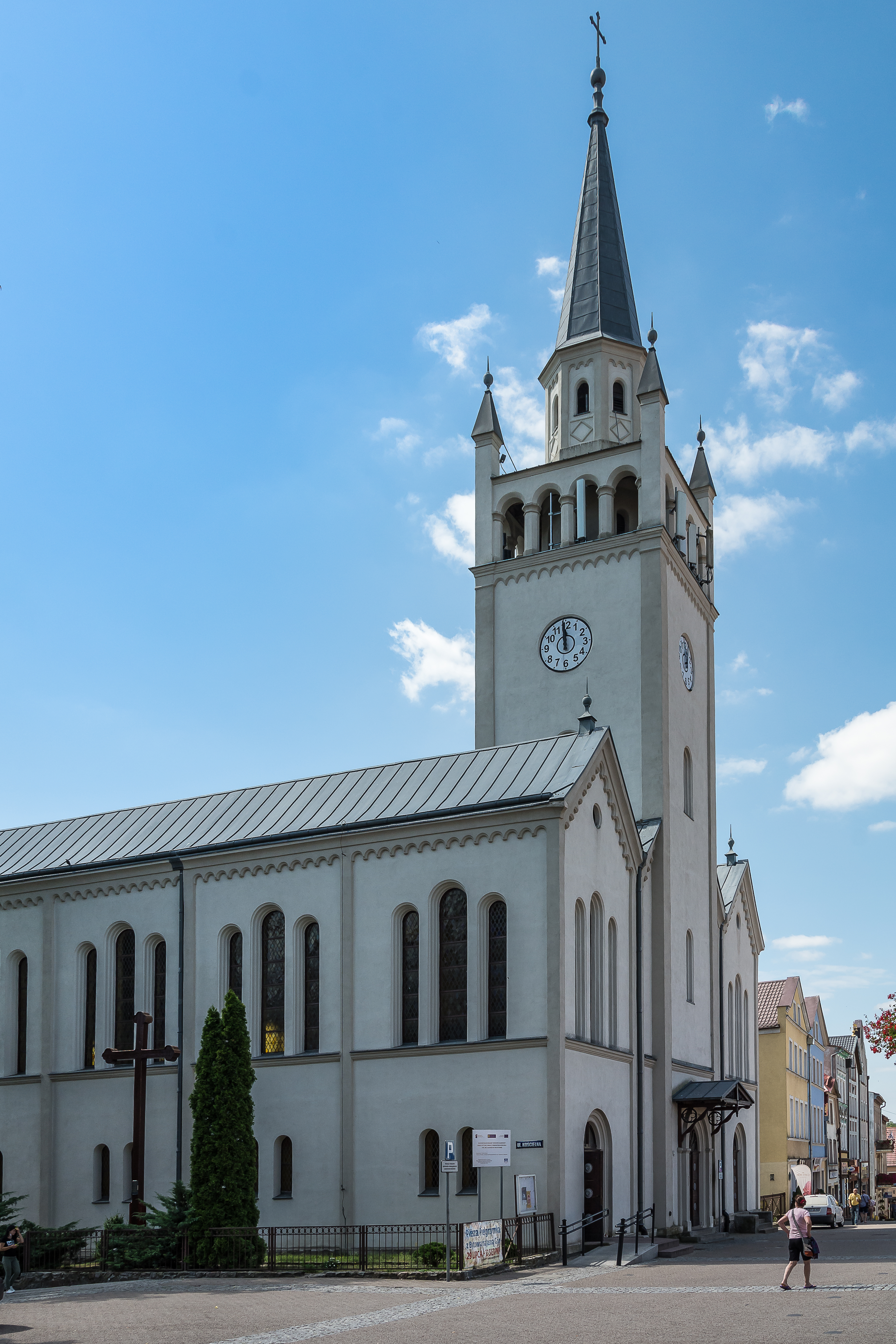
L'ancienne église protestante.

Sous le règne du duc Barnim IX de Poméranie, les citoyens professent le protestantisme.
La ville fut dévastée dans la guerre de Trente Ans, lorsqu'en 1629 un contingent l'armée impériale sous le commandement de Hans Georg von Arnim ont mis le feu et pillé les habitations. En 1637, à la suite du décès sans descendance de Bogusław XIV qui fut le dernier duc de la maison de Poméranie, les fiefs de Lębork-Bytów sont revenus à la couronne du royaume de Pologne et les citoyens sont exposés à des mesures de la Contre-Réforme conduite par l'évêque de Włocławek.
À partir de 1656, la cité est à nouveau mise à sac par les troupes de la Pologne-Lituanie puis par les Suédois dans la première guerre du Nord. Par le traité de Bromberg conclu le 6 novembre 1657, le « Grand Électeur » Frédéric-Guillaume Ier de Brandebourg, souverain de la Poméranie ultérieure, bénéficie également de la souveraineté héréditaire sur les pays de Lębork et Bytów, conférée par Jean-Casimir de Pologne en échange de son appui militaire dans la guerre. Au temps de la guerre de Sept Ans aussi, la ville a été affectée par les combats. Par le premier partage de la Pologne en 1772, les domaines furent formellement annexés par le royaume de Prusse.
Après les guerres napoléoniennes et le congrès de Vienne en 1815, la ville était incorporée dans l'arrondissement de Bütow dans le district de Köslin au sein de la province de Poméranie. Occupée par l'Armée rouge vers la fin de la Seconde Guerre mondiale, elle a été par la suite rattachée à la république de Pologne. La population germanophone restante était expulsée.

## Démographie
- 1782 : 990 habitants
- 1875 : 5 820 habitants
- 1925 : 8 890 habitants
- 1960 : 8 600 habitants
- 1970 : 10 700 habitants
- 1975 : 12 500 habitants
- 1980 : 13 300 habitants

## Transport
Plusieurs routes traversent la ville :
- Stargard Szczeciński - Szczecinek - Bytów - Gdynia
- Warszkowo - Bytów
- Osowo Lęborskie - Bytów - Chojnice - Kamionka nad jeziorem Zamarte

Bytów se situe sur la ligne de chemin de fer Miastko - Bytów - Lębork.

## Personnalités liées à la ville
- Ferdinand von Bialcke (1803-1876), général ;
- Wilhelm Abel (1904-1985), historien ;
- Hansjoachim Walther (1939-2005), homme politique ;
- Roman Malek (1951-2019), missionnaire verbiste, philosophe et sociologue des religions.

## Jumelages
La ville de Bytów est jumelée avec :
- Markaryd (Suède) depuis 1996
- Zalichtchyky (Ukraine) depuis 1997
- Winina (États-Unis) depuis 2004
- Gdańsk (Pologne) depuis 2007
- Frankenberg (Allemagne) depuis 2008
- Tauragė (Lettonie) depuis 2017